# Ainda Estou Aqui (filme de 2024)
Ainda Estou Aqui é um filme brasileiro de 2024, do gênero drama biográfico, dirigido por Walter Salles e estrelado por Fernanda Torres e Fernanda Montenegro como Eunice Paiva em diferentes fases da vida, além de Selton Mello no papel de Rubens Paiva. O roteiro de Murilo Hauser e Heitor Lorega foi baseado na autobiografia homônima de 2015, escrita por Marcelo Rubens Paiva. O filme foi distribuído nos mercados internacionais como I'm Still Here. A trama retrata a história autobiográfica de Marcelo Rubens Paiva com enfoque na vida de sua mãe, Eunice Paiva, uma advogada que acabou se tornando uma ativista política na sequência da prisão e consequente desaparecimento de seu marido pela ditadura militar brasileira.
Sua estreia no Festival de Veneza ocorreu em 1º de setembro de 2024, tendo sido aplaudido por dez minutos consecutivos pelo público e rendendo aclamação à atuação de Fernanda Torres. O filme foi premiado com a Osella de Ouro de Melhor Roteiro. Em outras exibições no mesmo festival, foi consistentemente ovacionado. Posteriormente, foi selecionado para mais de 50 festivais pelo mundo. Foi escolhido pela Academia Brasileira de Cinema como representante do Brasil na categoria de Melhor Filme Internacional no Óscar 2025. O filme é distribuído internacionalmente, incluindo os Estados Unidos, pela Sony Pictures Releasing, através do selo Sony Pictures Classics.
Ainda Estou Aqui foi lançado oficialmente nos cinemas brasileiros em 7 de novembro de 2024 e, mesmo tendo sido alvo de boicote — consequentemente fracassado — da direita brasileira, imediatamente tornou-se um sucesso, assumindo e mantendo-se na liderança da bilheteria nacional, com arrecadação de mais de 200 milhões de reais e mais de 5,8 milhões de espectadores, tornando-se o sétimo filme mais bem-sucedido da história do cinema brasileiro.
Foi incluso no top 5 de melhores filmes internacionais de 2024 da National Board of Review e considerado um dos melhores filmes do ano pela revistas especializadas BBC e Sight & Sound. Nos Prêmios Globos de Ouro de 2025, Torres tornou-se a primeira brasileira a ganhar o prêmio de Melhor Atriz em Filme – Drama por sua atuação no filme, que, por sua vez, recebeu uma indicação de Melhor Filme em Língua Estrangeira, categoria em que também foi nomeado nos Prêmios Critics' Choice Movie e no BAFTA. Ao Oscar 2025, Ainda Estou Aqui recebeu três indicações: Melhor Atriz para Torres, Melhor Filme, sendo o primeiro filme brasileiro da história a concorrer nesta categoria, e venceu Melhor Filme Internacional, tornando-se o primeiro filme brasileiro a ganhar um Oscar.

## Enredo
Em dezembro de 1970, Eunice Paiva (Fernanda Torres) e seu marido, o ex-deputado e engenheiro Rubens Paiva (Selton Mello), moram com a família no Rio de Janeiro, enquanto tentam seguir com uma vida normal durante a Ditadura Militar. Seus amigos, Fernando (Charles Fricks) e Dalva Gasparian (Maeve Jinkings) decidem buscar refúgio em Londres, a fim de escapar dos horrores do regime, levando com eles a filha mais velha da família Paiva: Vera (Valentina Herszage). Vera já havia presenciado antes, as ações violentas dos militares no trânsito, quando voltava do cinema. Em uma tarde de janeiro de 1971, Rubens é levado por seis homens a mando do exército para um interrogatório e não retorna mais. No dia seguinte, Eunice também é levada com um capuz na cabeça, junto com sua filha de quinze anos, Eliana (Luiza Kosovski). Eunice é questionada se seu marido está aliado a "facções terroristas" pró-redemocratização, o que ela nega constantemente, dizendo que seu marido, depois do autoexílio dele devido à cassação de seu mandato pelo Ato Institucional Nº 1, não se envolveu mais em política desde então.
Eunice permanece presa por cinco dias até ser liberada, sem notícias de seu marido. Ela retorna para casa, se reencontra com Eliana e os demais filhos: Marcelo (Guilherme Silveira), Ana Lúcia (Bárbara Luz) e Beatriz (Cora Mora). Manchetes falsas são publicadas dizendo que Rubens fugiu, mas tanto Eunice quanto seus amigos não acreditam nos jornais. Eunice com a ajuda do advogado Lino Machado (Thelmo Fernandes), recorrem a um habeas corpus a fim de garantir a liberdade e os direitos de seu marido. Baby Bocayuva (Dan Stulbach), amigo de Rubens, confessa para Eunice que eles, Gaspar e Raul Ryff (Daniel Dantas) prestavam suporte aos exilados em segredo. Eunice se encontra com a ex-professora de suas filhas, Martha (Carla Ribas), que confirma que também foi presa junto com Rubens, mas tem medo de denunciar a prisão ilegal. Martha então muda de ideia e escreve uma carta para Eunice contando os detalhes da prisão para servir como prova útil.
Mais tarde, o jornalista Félix (Humberto Carrão), amigo da família, fala para Eunice que Rubens foi morto e que seu corpo está desaparecido, porém, os militares não vão confirmar isso oficialmente. Com a perda do marido, Eunice tenta reestruturar a vida da família. Vera retorna de Londres e junto com sua mãe e irmãos voltam para São Paulo, após Eunice vender a casa da família. Eunice decide voltar para faculdade e aos 48 anos se forma em Direito. Em 1996, Eunice agora é uma ávida defensora dos direitos dos povos indígenas e recebe a notícia de que o Estado reconheceu o assassinato de Rubens, disponibilizando oficialmente um atestado de óbito. Ela dá uma entrevista argumentando que o governo deve indenizar às famílias das vítimas do regime e julgar os crimes cometidos na ditadura.
Dezoito anos depois, em 2014, Eunice (Fernanda Montenegro) é vista de cadeiras de rodas e com uma idade avançada, participando de um tradicional almoço em família, junto com os filhos e netos. Uma reportagem sobre a ditadura passa na televisão e menciona Rubens como um dos ícones da resistência, despertando a atenção de Eunice. Nos créditos finais, informa-se que Rubens Paiva foi morto entre 21 e 22 de janeiro de 1971, em um dos quartéis da 1ª Divisão do Exército no RJ e que cinco homens foram denunciados por sua tortura e assassinato, mas continuam impunes até hoje. Além disso, informa-se que Eunice falecera em 2018 aos 89 anos, em São Paulo, após conviver com a doença de Alzheimer por quinze anos.

## Elenco
- Fernanda Torres como Eunice Paiva (1971–1996)[24][25][26]
  - Fernanda Montenegro como Eunice Paiva (2014)[24][27]
- Selton Mello como Rubens Paiva[24][25][26]
- Guilherme Silveira como Marcelo Rubens Paiva (1971)[24][25][26]
  - Antonio Saboia como Marcelo Rubens Paiva (1996–2014)[24][25][26]
- Valentina Herszage como Vera Sílvia Facciolla Paiva (1971)[24][25][26]
  - Maria Manoella como Vera Sílvia Facciolla Paiva (2014)[24][25][26]
- Luiza Kosovski como Maria Eliana Facciolla Paiva (1971)[24][25][26]
  - Marjorie Estiano como Maria Eliana Facciolla Paiva (2014)[24][25][26]
- Bárbara Luz como Ana Lúcia Facciolla Paiva (Nalu) (1971)[24][25][26]
  - Gabriela Carneiro da Cunha como Ana Lúcia Facciolla Paiva (Nalu) (2014)[24][25][26]
- Cora Mora como Maria Beatriz Facciolla Paiva (1971)[24][25][26]
  - Olívia Torres como Maria Beatriz Facciolla Paiva (1996–2014)[24][25][26]
- Maeve Jinkings como Dalva Gasparian[24][25][26]
- Charles Fricks como Fernando Gasparian[24][25][26]
- Dan Stulbach como Baby Bocaiúva[24][25][26]
- Camila Márdila como Dalal Achcar[24][25][26]
- Humberto Carrão como Félix[24][25][26]
- Carla Ribas como Martha[24][25][26]
- Daniel Dantas como Raul Ryff[24][25][26]
- Caio Horowicz como Ricardo Gomes (Pimpão)[24][25][26]
- Maitê Padilha como Cristina[24][25][26]
- Thelmo Fernandes como Lino Machado[24][25][26]
- Helena Albergaria como Beatriz Ryff[24][25][26]
- Luana Nastas como Helena Gasparian[24][25][26]
- Isadora Ruppert como Laura Gasparian[24][25][26]
- Pri Helena como Maria José (Zezé)[24][25][26]
- Felipe Barreto como Reinaldo[24][25][26]
- Lourinelson Vladimir como Interrogador[24][25][26]

## Produção
O filme contou com uma equipe de produção e técnica de alto nível, reunindo profissionais renomados. A produção ficou a cargo de Maria Carlota Fernandes Bruno, Walter Salles e Rodrigo Teixeira, enquanto Juliana Capelini, Renata Brandão, Thierry de Clermont-Tonnerre e Lourenço Sant’Anna atuaram como produtores executivos. Na equipe técnica, Adrian Teijido assinou a direção de fotografia, Affonso Gonçalves foi o montador-chefe, Marisa Amenta liderou a equipe de maquiagem, e Carlos Conti ficou responsável pelo design de produção. O filme foi produzido pela RT Features e VideoFilmes em parceria com a plataforma de streaming Globoplay, Mact Productions, Conspiração Filmes e Arte France Cinéma. Seu roteiro foi escrito por Murilo Hauser e Heitor Lorega e suas gravações ocorreram no Rio de Janeiro em junho de 2023.

### Filmagens
Mais de uma dezena de locais emblemáticos do Rio de Janeiro foram recriados durante as filmagens, com a equipe de produção e o elenco passando por 12 bairros das regiões Central, Sul e Norte da cidade. Cenários reais foram transformados para remeter aos anos 1970, incluindo a Urca, Gamboa, Arpoador, Glória, Centro, Copacabana, Ilha do Governador (Aeroporto do Galeão), Cosme Velho (Colégio Sion), São Cristóvão (viaduto), Engenho de Dentro (Instituto Municipal Nise da Silveira como DOI-Codi), Leblon (praia e Avenida Delfim Moreira) e Jardim Botânico (Rua Euclides de Figueiredo, onde a família construiria sua casa).
Um exemplo foi a transformação da Confeitaria Manon, no Centro, inaugurada em 1942, para se parecer com a lanchonete Chaika, tradicional ponto de encontro em Ipanema, aberto em 1962. Esse cenário serviu para retratar um momento alegre da família em torno de uma mesa. No Leblon, a Livraria Argumento foi recriada, e a praia em frente à Avenida Delfim Moreira, que nos anos 1970 funcionava como playground da família, recebeu um tratamento especial. Durante as filmagens em meados de 2023, a produção pagou barraqueiros para que deixassem as areias livres e sem tanto comércio, recriando a atmosfera típica da época.
Outros pontos notáveis incluíram ruas da Glória e do Centro, além do Centro Cultural Light, que serviram para ambientar cenas de trânsito ou em um banco. No Túnel Rebouças, foi gravada a sequência em que os personagens são parados e revistados pela polícia, enquanto as antigas instalações do Instituto Municipal Nise da Silveira, no Engenho de Dentro, foram usadas para representar o DOI-Codi, cenário das prisões de Eunice e das torturas sofridas por perseguidos políticos como Rubens Paiva.
A produção também se preocupou em utilizar veículos reais para as filmagens, inclusive os que percorriam nas avenidas, objetivando evitar o uso de CGI. Os carros sempre chegavam ao set em reboques, impecavelmente conservados e limpos. Para dar mais autenticidade, os contrarregras utilizavam borrifadores diariamente, submetendo os veículos a um processo de "envelhecimento" que simulava o desgaste natural de automóveis que dormiam na rua e estavam em uso constante. Uma pessoa da produção foi encarregada de dirigir os carros para gravar os sons que se propagavam no interior. Salles ouvia essas gravações e, com base nelas, solicitava ajustes ou revisões mecânicas para garantir o realismo. No total, foram 399 diárias de veículos, com 65 locações diferentes. Entre os modelos usados, o Fusca se destacou como o mais frequente no set, refletindo com precisão a realidade da época retratada.

### Trilha sonora
O filme se destaca não apenas pelo roteiro e pelas atuações, mas também pela escolha musical, que, em várias cenas, chega a dialogar diretamente com as falas dos personagens. Como grande parte da trama é ambientada na década de 1970, canções da MPB e do movimento Tropicália foram selecionadas com extremo cuidado para compor o tom das cenas e transportar o espectador para o contexto histórico da época, marcado pela censura, violência e a luta por liberdade.
Ambientado nos anos mais intensos da ditadura militar, o longa traz uma trilha sonora poderosa, repleta de músicas com duplo sentido, muitas delas censuradas naquele período. Nomes icônicos como Erasmo Carlos, Os Mutantes, Tim Maia e Tom Zé ajudam a reforçar a atmosfera de resistência e criatividade que permeava a cultura brasileira.
A seguir, as músicas presentes na obra cinematográfica:
- "É preciso dar um jeito, meu amigo" – Erasmo Carlos;
- "A festa do Santo Reis" – Tim Maia;
- "Jimmy, renda-se" – Tom Zé;
- "Acauã" – Gal Costa;
- "Je t'aime moi non plus" – Serge Gainsbourg et Jane Birkin;
- "Alexander" – The Pretty Things;
- "Take Me Back to Piauí" – Juca Chaves;
- "Baby" – Os Mutantes;
- "Agoniza mas não morre" – Nelson Sargento;
- "As curvas da estrada de Santos" – Roberto Carlos;
- "Como dois e dois" – Roberto Carlos;
- "The Ghetto" – Donny Hathaway;
- "The Fight" – Jóhann Jóhannsson;
- "Fora da ordem" – Caetano Veloso;
- "Petit Pays" - Cesária Évora;
- "Um índio" – Caetano Veloso;
- "Falsa baiana" – Gal Costa.

## Lançamento

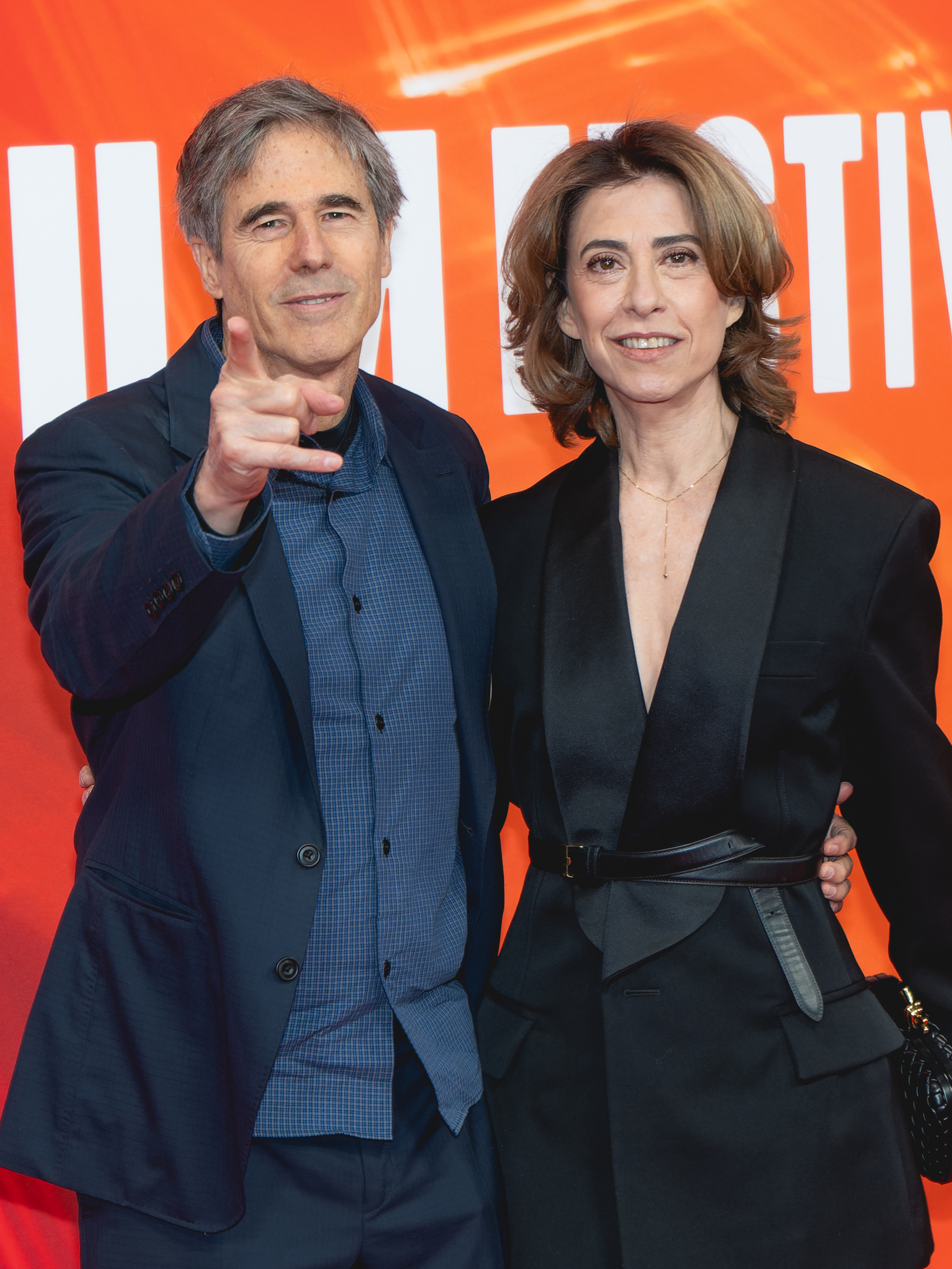
Walter Salles e Fernanda Torres a promover o filme no BFI London Film Festival

Em maio de 2024, a Sony Pictures Classics adquiriu os direitos de distribuição do filme na América do Norte, Oriente Médio, Europa Oriental, Turquia, Portugal, Austrália e Nova Zelândia no Marché du Film.
A estreia do filme ocorreu no 81º Festival de Veneza, em 1º de setembro de 2024, ocasião na qual foi relatado que sua exibição "emocionou e levou o público de Veneza às lágrimas" e angariou-lhe elogios. No dia seguinte, as redes sociais oficiais do Globoplay e da Sony Pictures do Brasil lançaram o teaser trailer de 1 minuto e 10 segundos do filme. Nas Américas, a primeira exibição se deu no Festival Internacional de Cinema de Toronto, também tendo sido selecionado para exibição no Festival de Cinema de Nova Iorque. Esteve ainda entre os selecionados do Festival de Cinema de Londres, do Festival do Rio e da Mostra Internacional de Cinema de São Paulo.
O trailer oficial, destacando a aclamação da crítica, foi lançado em 3 de outubro de 2024, confirmando a data de estreia do filme em 7 de novembro de 2024 no Brasil. Na França, por sua vez, o filme estreou em 15 de janeiro de 2025, e em Portugal, em 16 de janeiro de 2025. A Sony Pictures Classics lançou um trailer internacional para o filme em 12 de novembro de 2024, confirmando que o filme estrearia em Nova Iorque e Los Angeles, nos Estados Unidos, em 17 de janeiro de 2025, e em outras cidades a partir de 7 de fevereiro. No resto do mundo o filme foi lançado nos cinemas entre fevereiro e março de 2025.

## Recepção

### Bilheteria
"Houve uma tentativa de boicote na largada, mas o público se encarregou de responder à questão. Isso não gerou um segundo sequer de preocupação [...] Temos aqui não só a reconstrução da memória de um país a partir do microcosmo de uma família, como a percepção de Eunice como uma heroína silenciosa, que conseguiu manter aquela família coesa, ultrapassando a tragédia. É uma obra sobre resiliência, uma qualidade universal que quebra o binarismo estúpido vigente no Brasil".

— Salles sobre a tentativa fracassada da direita ao boicotar o filme.
De acordo com o site especializado Box Office Mojo, até 15 de março de 2025, Ainda Estou Aqui havia faturado mais de 33 milhões de dólares em bilheteria, sendo mais de 19 milhões no Brasil e o restante no exterior 

#### No Brasil
Em seu dia de estreia no Brasil, Ainda Estou Aqui levou 50 320 pessoas aos cinemas, arrecadando 1,1 milhão de reais. Em seu primeiro final de semana (cerca de três dias de lançamento), mesmo tendo sido alvo de boicote frustrado pela extrema-direita brasileira, o filme estreou em primeiro lugar nas bilheterias no país e arrecadou ao todo 8,6 milhões de reais, levando 358 mil pessoas às salas de cinema, ultrapassando Venom: The Last Dance, em sua terceira semana de exibição, que ficou em segundo lugar na bilheteria (6,6 milhões de reais), seguido de Red One (5,3 milhões de reais).
Após seu segundo final de semana, onde ficou em segundo atrás de Gladiador II, o filme já havia levado mais de um milhão de espectadores aos cinemas e arrecadado 23,5 milhões de reais. Na terceira semana de lançamento, retomou a primeira posição, superando Gladiador II e a estreia de Wicked, alcançando 31 milhões de bilheteria e 1,7 milhão de público. Dessa forma, tornou-se o filme de maior público da carreira de Walter Salles no Brasil, superando os 1,6 milhão de público de Central do Brasil (1998), e a segunda maior bilheteira entre as produções nacionais nos cinemas brasileiros pós-pandemia, com uma bilheteria de 41,8 milhões de reais. Na quarta semana de exibição, a produção já havia arrecadado 47,5 milhões de reais e sido vista por 2,22 milhões de pessoas, superando Minha Irmã e Eu para se tornar a maior bilheteria nacional desde a pandemia. Ainda Estou Aqui fechou 2024 como a quinta maior bilheteria no Brasil do ano, atrás de Divertida Mente 2, Deadpool & Wolverine, Meu Malvado Favorito 4 e Moana 2, com 2,92 milhões de espectadores e faturamento de 62,7 milhões de reais.
Após seu sucesso nos Prêmios Globos de Ouro, realizados em 5 de janeiro de 2025, Ainda Estou Aqui viu seu número de espectadores voltar a aumentar em todo o país. Na semana seguinte, com dois meses de lançamento, sua bilheteria já batia a casa dos 72,6 milhões de reais e público de 3,33 milhões de pessoas. Em sua 12.ª semana de exibição nos cinemas, entre os dias 23 e 26 de janeiro, após suas indicações ao Oscar 2025, o filme voltou para o topo do ranking dos filmes mais vistos no país e somava 84,3 milhões de reais em arrecadação e 4 milhões de espectadores.
Em 28 de fevereiro de 2025, após seu sucesso nos cinemas internacionais durante todo o mês, Ainda Estou Aqui já somava mais de 159 milhões de reais em bilheteria e mais de 5,1 milhões de espectadores. Após 21 semanas em cartaz no Brasil, totalizando 5 meses e às vésperas da estreia na plataforma Globoplay, o filme saiu dos dez mais vistos no país, tendo acumulado quase 6 milhões de espectadores. Ainda Estou Aqui encerrou sua exibição nos cinemas, consolidando-se como a terceira maior bilheteria nacional desde o ano de 2018.

#### No exterior
Em Portugal, Ainda Estou Aqui se tornou um fenômeno instantâneo, lotando diversas salas para a sua estreia em 16 de janeiro. De acordo com especialistas ouvidos pelo jornal português Público, este fenômeno só costuma ocorrer com blockbusters de Hollywood. As notáveis exceções para brasileiros nesse sentido só ocorreram com os filmes Cidade de Deus, Bruna Surfistinha e Tropa de Elite. Ainda de acordo com os especialistas citados no Público, alguns dos fatores que explicam esse fenômeno cultural perpassa pela imensa popularidade de Fernanda Torres, sobretudo após sua vitória no Globo de Ouro, além da crescente comunidade brasileira em Portugal. Ainda de acordo com o jornal, os portugueses terão a oportunidade de conhecer parte da história recente do Brasil através do filme de Walter Salles, visto que o período da ditadura militar brasileira é pouco estudado em Portugal. A diretora do Festival de Cinema Itinerante de Língua Portuguesa (Festin), Lea Teixeira, diz que o sucesso de Ainda Estou Aqui foi uma surpresa: "Estou perplexa. É muito bom para um filme brasileiro em Portugal. Isso é muito bom para o cinema brasileiro". Na cidade do Porto, região norte de Portugal, um tradicional cinema viu um fato histórico acontecer. O Cinema Trindade registrou 12 sessões com ingressos esgotados do primeiro fim de semana de Ainda Estou Aqui, algo inédito na história daquele cinema. Ou seja, o filme superou todas as expectativas e estabeleceu novos recordes. O proprietário do tradicional cinema disse à imprensa que nunca havia testemunhado nada parecido naquele espaço. Ainda Estou Aqui estreou no topo da bilheteria portuguesa e ficaria no primeiro lugar por um mês, só saindo com a estreia de Capitão América: Admirável Mundo Novo em 13 de fevereiro. Já faturou 2 326 430 de euros e trouxe 368.659 espectadores.
Ainda Estou Aqui fez sua estreia em um circuito limitado nos Estados Unidos no final de janeiro de 2025. Exibido em apenas cinco salas em Los Angeles e Nova Iorque, o longa alcançou a 26ª posição no ranking semanal de bilheterias, arrecadando 125 mil dólares. Apesar da distribuição restrita, o filme destacou-se ao liderar com ampla vantagem a média de faturamento por sala, evidenciando um desempenho superior ao dos demais títulos em cartaz. A partir de 7 de fevereiro, sua exibição foi ampliada para quinhentas salas, marcando o maior número de exibições simultâneas para um filme brasileiro no país. Adicionalmente, Ainda Estou Aqui encerrou sua exibição nos cinemas estadunidenses, como o filme brasileiro de maior bilheteria da era pós-pandemia. O título acumulou US$6,2 milhões de dólares em bilheteria até a data de 6 de abril de 2025. Em seu primeiro fim de semana nas bilheterias do Reino Unido e da Irlanda, Ainda Estou Aqui arrecadou mais de US$600.000, tornando-se na ocasião, a maior estreia de um filme de língua estrangeira do ano e a maior estreia latino-americana de todos os tempos, ultrapassando Diários de Motocicleta (2004), também dirigido por Salles.
Em 26 de abril de 2025, o filme estreou na China através do Festival Internacional de Cinema de Pequim, onde obteve em sua primeira exibição, ingressos esgotados em menos de duas horas. Em 16 de maio, realizou sua expansão em circuito comercial e até junho de 2025, havia expandido sua exibição para dez mil salas de cinema e arrecadado um total de 47 milhões de yuans (aproximadamente R$ 11 milhões de reais) em bilheteria no país.

### Crítica

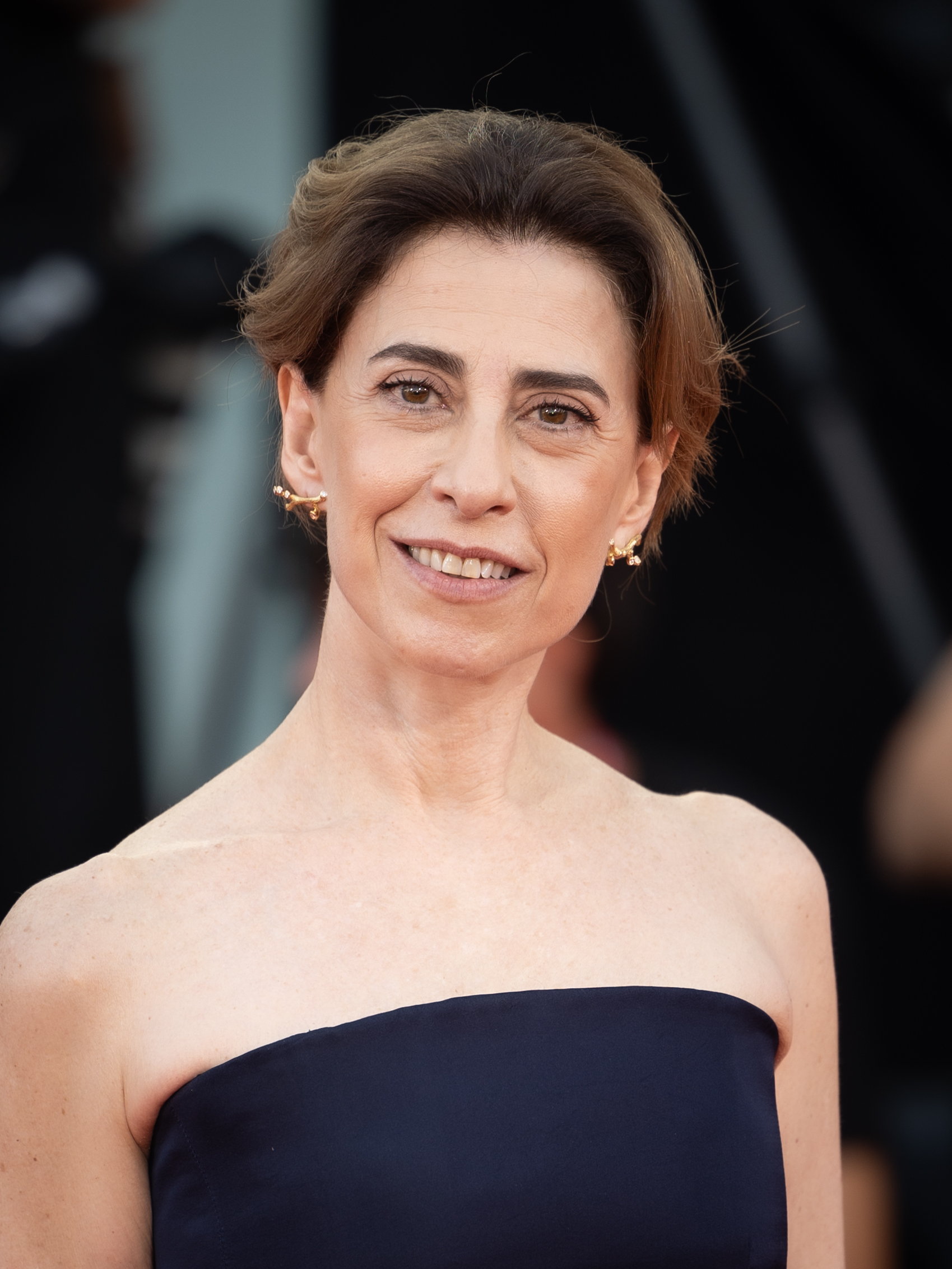
A atuação de Fernanda Torres recebeu ampla aclamação da crítica, com muitos destacando-a como uma das melhores do ano. Ela foi indicada ao Oscar de melhor atriz e se tornou a primeira brasileira a ganhar um Globo de Ouro por sua atuação.

Após seu lançamento, Ainda Estou Aqui recebeu aclamação universal pelo público, crítica especializada e imprensas nacional e internacional; elogios vieram principalmente para a atuação de Fernanda Torres.
No agregador de resenhas Rotten Tomatoes, o filme recebeu um "Certificado Fresco" e marca uma aprovação de 97% com base em 192 avaliações dos críticos, com o desempenho de Torres sendo elogiado, e registra uma nota de 8,3 de 10. O consenso crítico do site diz: "Carregado pelo excelente desempenho de Fernanda Torres, Ainda Estou Aqui explora de forma pungente a convulsão [social] de uma nação através da busca de respostas de uma família". O Metacritic, que usa uma média ponderada, atribuiu ao filme uma pontuação de 85 em 100, baseado em 43 críticos, indicando "aclamação universal". No mesmo site, recebeu ainda o selo Must-See ('Deve Assistir'), dado para filmes que recebem avaliações extremamente positivas da crítica especializada, e que deve ser assistido pelo público.
Jessica Kiang, para a revista Variety, elogiou o filme e sua carga dramática: "Clássico na forma, mas radical na empatia, Ainda Estou Aqui indubitavelmente não precisa das seções de acompanhamentos que alteram um pouco o ritmo emocional. Mas, por outro lado, esses personagens são tão vívidos que também não queremos deixá-los". Wendy Ide, para a revista Screen International, escreveu: "[Salles] nunca exagera nas batidas emocionais do filme", confiando na atuação "magnífica e complexa" de Torres, além de tecer elogios a Montenegro, "que tem uma breve, mas excepcionalmente poderosa, participação especial aqui como a idosa Eunice".
Diversos veículos internacionais aplaudiram o trabalho de Fernanda Torres, com o Collider considerando uma das melhores atuações do ano, sendo "mais do que merecedora de uma indicação ao Oscar". Em sua crítica para a Deadline Hollywood, Stephanie Bunbury descreve o filme como uma "celebração ao Brasil", e exalta Torres, afirmando que a atriz "tem uma delicadeza emocional em seu papel... e é uma atuação que deve catapultá-la para a corrida pelos prêmios, 25 anos depois de sua mãe, Fernanda Montenegro, ter sido indicada ao Oscar pelo filme de sucesso de Salles Central do Brasil". Donald Clarke, do The Irish Times, destacou que "o que faz Ainda Estou Aqui ganhar vida é a performance impecável de Torres como a força estabilizadora na volta de uma família à normalidade comprometida. A atriz veterana sabe como esconder sua preocupação de filhos e filhas, enquanto permite-se externalizar [seus sentimentos] para nós [o público]. Ela representa uma nação inteira assumindo uma cara corajosa enquanto forças malignas atacam de todos os lados.
David Rooney, para o The Hollywood Reporter, destacou a relação entre Montenegro e Torres, dizendo: "O que torna a conexão ainda mais pungente é que [Montenegro] aparece como a versão idosa e enferma da protagonista – uma mulher de força silenciosa e resistência interpretada pela filha de Montenegro, Fernanda Torres, com extraordinária graça e dignidade diante do sofrimento emocional", e reconheceu o filme como "envolvente e profundamente tocante, com um poço profundo de pathos. É um dos melhores de Salles". Justin Chang, para a The New Yorker, declarou: "A atuação de Torres aqui é uma maravilha de contenção expressiva, cada olhar mesclando descrença horrorizada e autocontrole meticuloso".
Para o IndieWire, Leila Latif diz que a performance de Torres "é tão espetacular quanto sua filmografia sugere, tendo se destacado como uma das maiores atrizes do continente sul-americano em papéis em Terra Estrangeira (também dirigido por Salles) e ganhado uma Palma de Ouro de melhor atriz em Eu Sei que Vou Te Amar. Sua Eunice possui força e estoicismo fenomenais, que tornam cada momento de dor que espreitam pelas frestas de sua armadura ainda mais comovente", além de ter destacado sua interação em tela com Selton Mello. Robert Daniels, para o RogerEbert.com, diz: "Através da presença formidável de Fernanda Torres, o deliberado Ainda Estou Aqui, um filme que localiza mais significado diante da atual onda de extrema-direita no Brasil, permanece no coração muito depois de a imagem desaparecer". Wenlei Ma, do The Nightly, destacou: "Como Eunice, Torres entrega uma performance excepcional marcada pela contenção, toda a raiva e tristeza que ela não consegue expressar abertamente."
Ainda Estou Aqui entrou em diversas publicações dos melhores filmes do ano. O cineasta Alfonso Cuarón considerou-o seu filme favorito de 2024, dizendo: "Assistir a um filme de Walter Salles é ser abraçado pela generosidade, é como vivenciar uma atração gravitacional, que nos eleva e nos ancora como uma força invisível, mas inegável. Com Ainda Estou Aqui, esse efeito é ainda mais poderoso". Muitos outros cineastas, incluindo Nicole Holofcener e Chad Hartigan, também o citaram como um de seus filmes favoritos de 2024.
Em 2025, o site Collider classificou-o em terceiro lugar em sua lista dos "10 filmes essenciais da década de 2020 até agora", com Eddie Possehl escrevendo: "Com a doença da desinformação e da corrupção política se espalhando pelo mundo real, a história contada em Ainda Estou Aqui é uma observação vital para pessoas de todas as idades, à medida que a sociedade continua a evoluir e a se degradar ao mesmo tempo."

### Prêmios e indicações
A aclamada recepção crítica de Ainda Estou Aqui também mostrou-se nas premiações da obra, que recebeu inúmeros prêmios ao redor do mundo. Logo após seu lançamento, apresentou-se como um dos favoráveis para receber indicações a prêmios prestigiados do cinema, bem como a favorável recepção crítica com relação ao desempenho de Torres, garantindo-lhe indicações e vitórias em diversos festivais e premiações na categoria de Melhor Atriz. Na 82.ª edição dos Prêmios Globo de Ouro, o filme recebeu duas indicações: Melhor filme em língua estrangeira e Melhor Atriz em Filme - Drama para Torres, a qual esta última venceu, tornando-a primeira atriz brasileira a ganhar um Globo de Ouro em uma categoria de atuação. O filme também foi indicado a melhor filme em língua não inglesa no BAFTA 2025. Na 97.ª cerimônia do Oscar, recebeu três indicações, incluindo Melhor Filme, tornando-se a primeira vez que um filme brasileiro é indicado na categoria, e venceu a categoria de Melhor Filme Internacional.